# Erich Sautter
Erich Sautter (* 8. August 1905 in Cannstatt; † 7. Oktober 1991 in Reutlingen) war ein deutscher Zahnarzt und von August bis Oktober 1942 Lagerarzt im Konzentrationslager Auschwitz.

## Leben
Sautter studierte von 1925 bis 1930 Zahnmedizin in Tübingen und Königsberg. Er wurde 1930 an der Universität Tübingen über das Thema Untersuchungen über mechanische Eigenschaften von Goldlegierungen zum Dr. med. dent. promoviert.
Am 1. April 1933 trat er mit der Mitgliedsnummer 2.875.525 in die NSDAP ein. Am 1. Mai desselben Jahres wurde er Mitglied der Allgemeinen SS (Mitgliedsnummer 143.341). Seinen Dienst versah er in der 63. SS-Standarte/SS-Sanitäts-Oberstaffel in Reutlingen. Am 1. September 1938 wurde er zum SS-Untersturmführer befördert. Mitglied der Waffen-SS war er ab dem 15. April 1941. Von Anfang August bis Mitte November 1942 war er Leiter der Zahnstation im Konzentrationslager Auschwitz. Anschließend diente er in verschiedenen Fronteinheiten der Waffen-SS.
Am 20. April 1943 wurde er zum SS-Obersturmführer und am 4. November 1944 zum SS-Hauptsturmführer befördert.
Sautter war Mitglied des Vereins Lebensborn.
Nach dem Zweiten Weltkrieg lebte er in Reutlingen. 1951 war er Zahnarzt in Reutlingen.